# Podul rutier Otaci–Moghilău

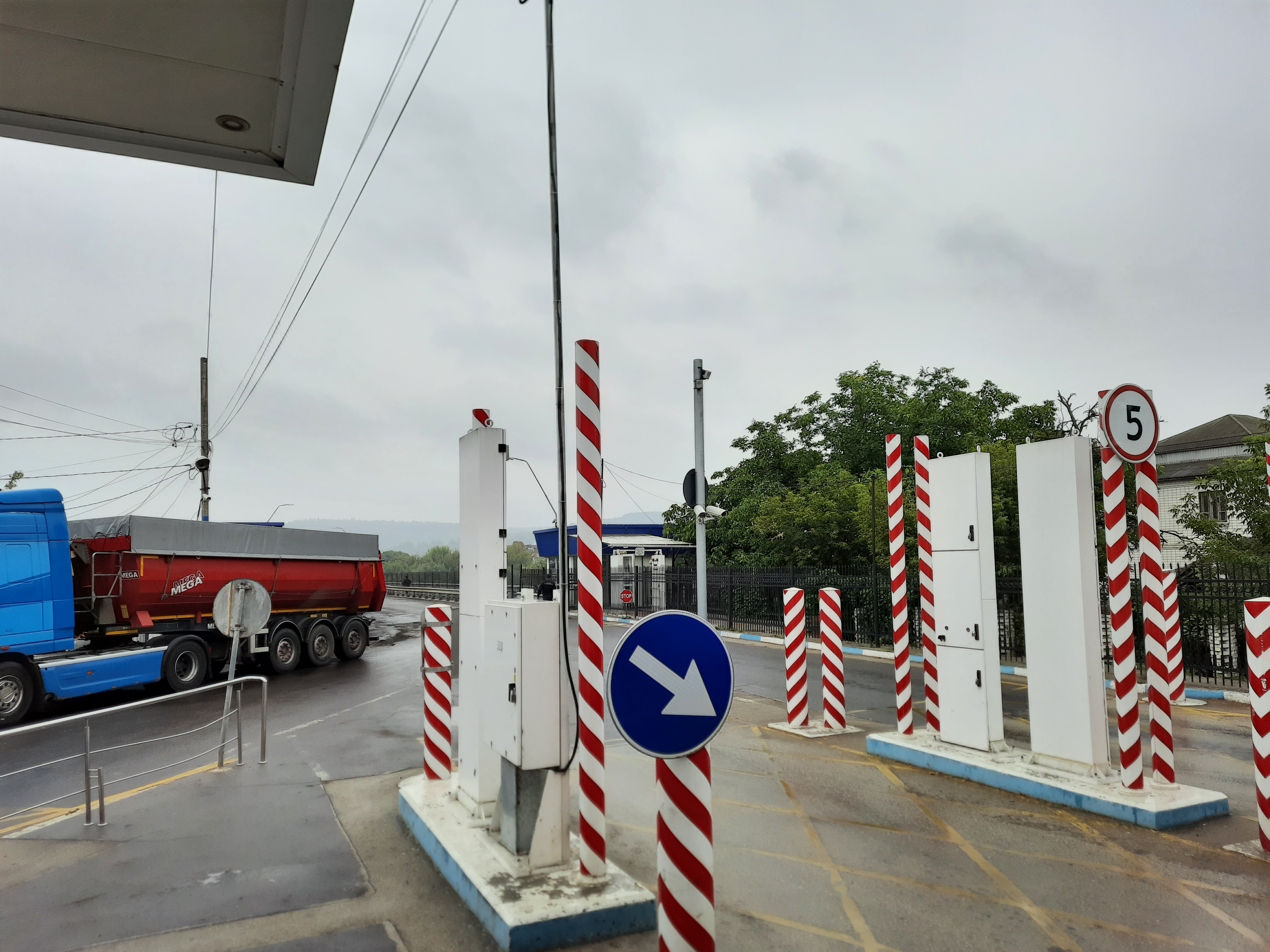
Intrarea pe pod din direcția vămii moldovenești.

Podul rutier Otaci–Moghilău numit și Podul „Prietenia” este un pod rutier peste Nistru și un punct de trecere a frontierei între Republica Moldova și Ucraina. Acesta face legătura între localitățile Otaci din raionul Ocnița, Republica Moldova și Moghilău din raionul Moghilău din Ucraina.
Este în funcțiune din 1957, fiind un monument istoric de importanță locală ocrotit de stat.

## Vezi si
- Relațiile dintre Republica Moldova și Ucraina
- Lista punctelor de trecere a frontierei din Republica Moldova